# Mathias Larsen
Mathias Larsen (30 de marzo de 1992) es un deportista danés que compitió en remo. Ganó una medalla de bronce en el Campeonato Mundial de Remo de 2015, en la prueba de cuatro scull ligero.

## Palmarés internacional
| Campeonato Mundial | Campeonato Mundial     | Campeonato Mundial | Campeonato Mundial  |
| Año                | Lugar                  | Medalla            | Prueba              |
| ------------------ | ---------------------- | ------------------ | ------------------- |
| 2015               | Aiguebelette (Francia) | Medalla de bronce  | Cuatro scull ligero |